# Lac Noir d'en Bas
Pour les articles homonymes, voir Lac Noir.
Le lac Noir d'en Bas est situé dans le massif des Aiguilles Rouges, en Haute-Savoie, à 2 494 mètres d'altitude.

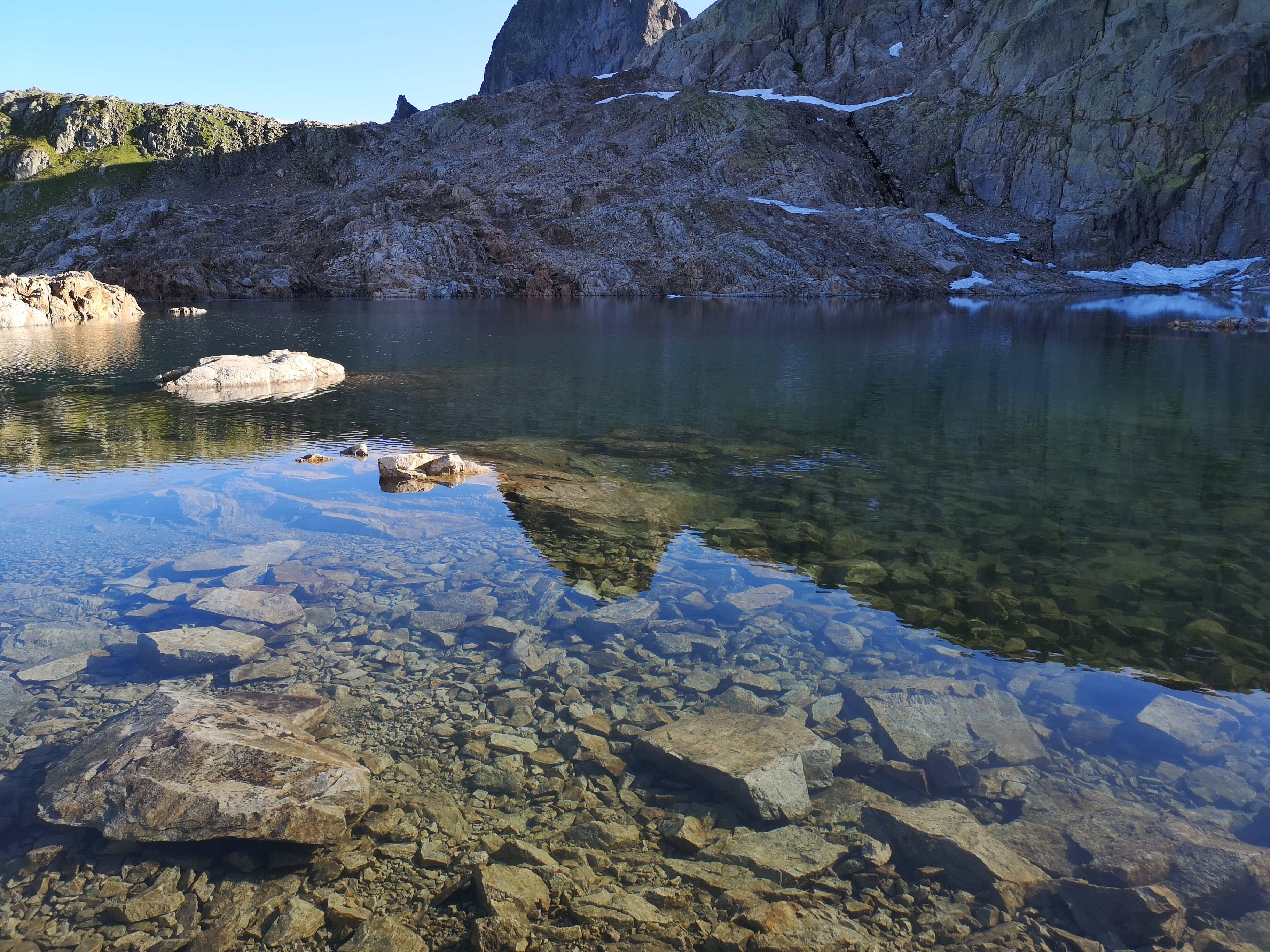
Lac Noir altitude 2494 m dans la réserve naturelle des Aiguilles Rouges, Haute-Savoie, France.